# From Out of Nowhere
From Out of Nowhere es el decimocuarto álbum de estudio del grupo británico Electric Light Orchestra, publicado por la compañía discográfica Columbia Records el 1 de noviembre de 2019. El álbum es el segundo bajo el nombre de Jeff Lynne's ELO después del lanzamiento de Alone in the Universe en 2015. Fue grabado en su mayoría por el propio Lynne, que toca todos los instrumentos a excepción del solo de piano de Richard Tandy en «One More Time» y de la percusión, tocada por el ingeniero de sonido Steve Jay. El álbum fue precedido por el lanzamiento del tema «From Out of Nowhere» como sencillo el 26 de septiembre.

## Lista de canciones
Todas las canciones escritas y compuestas por Jeff Lynne. 
| N.º   | Título                | Duración |  |
| 1.    | «From Out of Nowhere» | 3:14     |  |
| 2.    | «Help Yourself»       | 3:14     |  |
| 3.    | «All My Love»         | 3:06     |  |
| 4.    | «Down Came the Rain»  | 3:29     |  |
| 5.    | «Losing You»          | 3:36     |  |
| 6.    | «One More Time»       | 3:28     |  |
| 7.    | «Sci-Fi Woman»        | 3:07     |  |
| 8.    | «Goin' Out on Me»     | 3:09     |  |
| 9.    | «Time of Our Life»    | 3:10     |  |
| 10.   | «Songbird»            | 3:06     |  |
| 32:39 |                       |          |  |

## Personal
- Jeff Lynne – voz, guitarra, bajo, piano, batería, chelo en "Losing You" y vibráfono.
- Richard Tandy – solo de piano ("One More Time").
- Steve Jay – percusión e ingeniero de sonido.

Personal adicional
- Bob Ludwig – Masterizado del audio
- Ryan Corey –  Dirección de arte, diseño e ilustraciones
- Joseph Cultice – Fotografía

## Posición en listas
| País                                | Posición |
| ----------------------------------- | -------- |
| Alemania (Media Control Charts)     | 14       |
| Australia (ARIA)                    | 12       |
| Austria (Ö3 Austria)                | 10       |
| Bélgica (Ultratop flamenca)         | 42       |
| Bélgica (Ultratop valona)           | 60       |
| Canadá (Billboard Canadian Albums)  | 64       |
| Dinamarca (Hitlisten)               | 37       |
| España (PROMUSICAE)                 | 8        |
| Estados Unidos (Billboard 200)      | 47       |
| Estados Unidos (Top Rock Albums)    | 6        |
| Países Bajos (Album Top 100)        | 29       |
| Finlandia (Suomen Virallinen Lista) | 31       |
| Francia (SNEP)                      | 130      |
| Irlanda (IRMA)                      | 13       |
| Japón (Oricon)                      | 34       |
| Noruega (VG-lista)                  | 26       |
| Polonia (ZPAV)                      | 16       |
| Reino Unido (UK Albums Chart)       | 1        |
| Suecia (Sverigetopplistan)          | 13       |
| Suiza (Schweizer Hitparade)         | 14       |